# 閉迴路極點
閉迴路極點是S平面上閉迴路傳遞函數極點（或是特徵值）的位置。開迴路傳遞函數等於方塊圖上前向路徑（forward path）所有傳遞函數方塊的積。閉迴路傳遞函數的計算方式是將開迴路傳遞函數除以（反馈迴路中所有傳遞函數方塊的積加1）。閉迴路傳遞函數也可以用方塊圖的處理或是代數的處理來計算。只要找到了系統的閉迴路傳遞函數，可以求解其特徵方程式來找閉迴路極點。特徵方程式就是讓閉迴路傳遞函數分母為零所得的方程式。
在控制理论中主要有兩種分析回授系統的方式：传递函数法（頻域法）及状态空间法（時域法）。若使用传递函数法，主要會關注传递函数的極點及零點在S平面的位罝。設計者會關注兩種不同的轉移函數。若不讓反馈迴路運作時，所探討的是開迴路傳遞函數，若考慮反馈迴路運作時，所探討的是閉迴路傳遞函數。有關這二個的關係，請參考根軌跡圖。

## 控制原理中的閉迴路極點
線性非時變系統對任何輸入的響應可以由其冲激响应及階躍響應來推導。系統的特徵函數可以完全決定其自然響應（natural response）。在控制理論中，任何輸入的響應是暫態響應及穩態響應的結果。因此特徵值的仆位置（也就是閉迴路的極點）就是重要的設計參數。
在根軌跡圖中，常用增益K為其參數。根軌跡上的每一點都對應不同的K，而且都符合角度條件及量值條件。若是负反馈系統，隨著增益的增加，根軌跡上的閉迴路極點會從開迴路極點往閉迴路零點移動。因此根軌跡圖常用在比例控制的設計上，也就是{\displaystyle {\textbf {G}}_{c}=K}。

## 找閉迴路極點
考慮一個控制器為{\displaystyle {\textbf {G}}_{c}=K}、受控體{\displaystyle {\textbf {G}}(s)}、反馈路徑傳遞函數為{\displaystyle {\textbf {H}}(s)}簡單的反馈系統。（若是單位反馈系統，表示{\displaystyle {\textbf {H}}(s)}為1，會省略該方塊）。對於此系統，開迴路傳遞函數為前向路徑所有傳遞函數方塊的積
{\displaystyle {\textbf {G}}_{c}{\textbf {G}}=K{\textbf {G}}}。
整個閉迴路方塊的積為
{\displaystyle {\textbf {G}}_{c}{\textbf {G}}{\textbf {H}}=K{\textbf {G}}{\textbf {H}}}。
因此，閉迴路控制函數為
{\displaystyle {\textbf {T}}(s)={\frac {K{\textbf {G}}}{1+K{\textbf {G}}{\textbf {H}}}}.}
閉迴路極點（或是特徵值）是由求解特徵值方程式{\displaystyle {1+K{\textbf {G}}{\textbf {H}}}=0}而來。一般而言特徵值會是n個複數，n是特徵多項式的階數。
上述的作法對於單一輸入單一輸出（SISO）的系統有效。也可以延伸到多重輸入多重輸出（MIMO）的系統，也就是{\displaystyle {\textbf {G}}(s)}及{\displaystyle {\textbf {K}}(s)}都是由傳遞函數所組成矩陣的系統。因此其極點為以下方程式的解
{\displaystyle \det({\textbf {I}}+{\textbf {G}}(s){\textbf {K}}(s))=0.\,}